# Kapelica sv. Lovre u Splitu
Kapelica sv. Lovre, kapelica u Splitu, Iza lože 1. Zaštićeno je kulturno dobro.

## Opis dobra
Nalazi se na Narodnom trgu (Pjaci). Građena je i dograđivana od 14. do 19. stoljeća.
Od izvorne arhitekture sačuvan je trijem s tri luka na glavnom pročelju, sjeverni zid, kapelica sv. Lovre građena 1455. kao most između vijećnice i palače Karepić.

## Zaštita
Čini cjelinu s Gradskom vijećnicom i pod oznakom Z-4686 zavedeni su kao nepokretno kulturno dobro - pojedinačno, pravna statusa zaštićena kulturnog dobra, klasificiranog kao sakralno-profana graditeljska baština .